# Huta Kamieńska
Huta Kamieńska (ukr. Гута-Камінська) – wieś na Ukrainie w rejonie koszyrskim obwodu wołyńskiego.